# Documento buona causa
Il documento buona causa è uno strumento utilizzato nella realizzazione di una campagna di raccolta fondi. 
È un documento scritto ad uso interno dell'organizzazione non profit che riassume in poche pagine la mission dell'organizzazione, ovvero il perché l'organizzazione esiste, gli obiettivi strategici ed operativi, l'organigramma, i programmi svolti ed i progetti in corso di realizzazione, la storia e i bilanci dell'organizzazione.
Deve essere un documento condiviso all'interno dell'associazione e da cui si possono trarre utili spunti per dare vita a materiali divulgativo, pubblicitario, di conoscenza dell'operato dell'organizzazione stessa 